# Segeltorps IF
Der Segeltorps IF ist ein schwedischer Sportverein aus Segeltorp, der vor allem für seine Fraueneishockeymannschaft bekannt ist. Diese nahm bis 2014 an der Riksserien teil, der höchsten Fraueneishockey-Liga in Schweden. Die Herren-Mannschaft spielt seit 2018 in der drittklassigen Hockeyettan.

## Geschichte

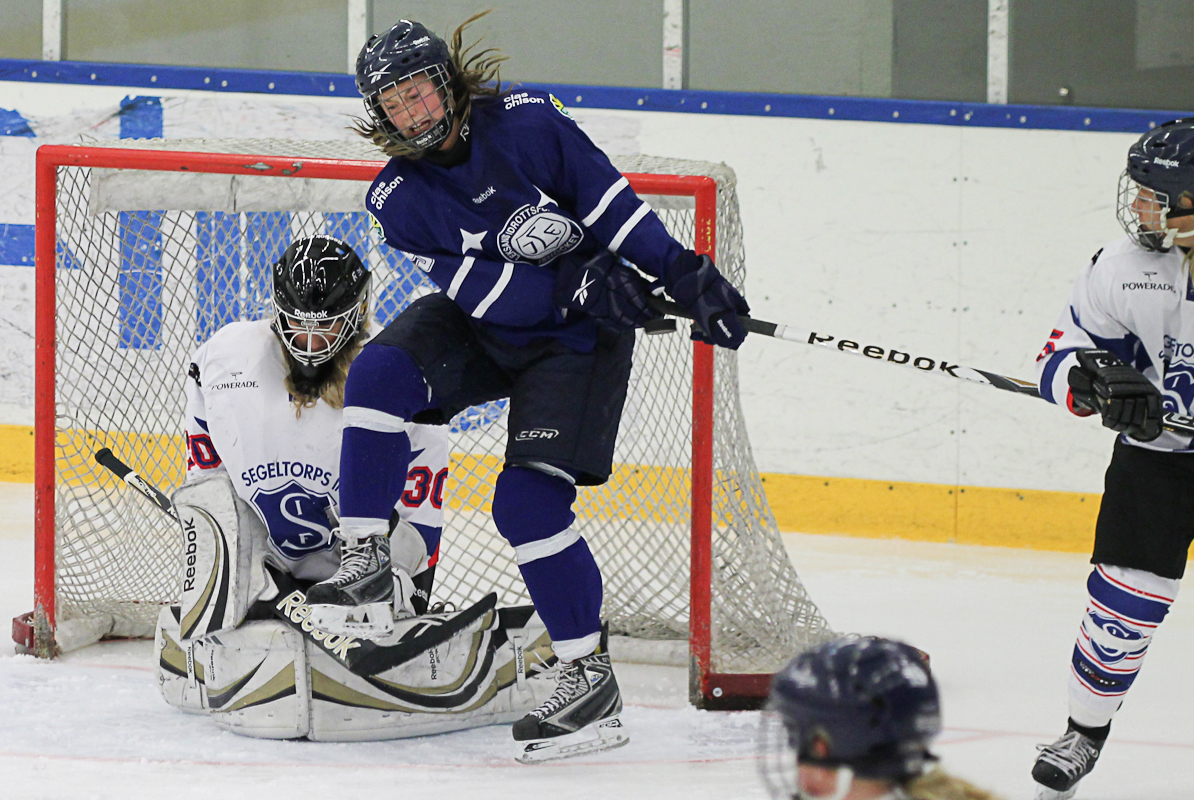
Spielerinnen des Vereins (in Weiß), Oktober 2010

In der Saison 1999/2000 nahm der Segeltorps IF das erste Mal auf nationaler Ebene am Spielbetrieb der Division II, Staffel Ost, teil. 2002 gelang mit dem dritten Platz der zweiten Spielklasse der Aufstieg in die Division I.
In der Saison 2006/07 erreichte das Frauenteam das Meisterschaftsfinale, welches es gegen den AIK Solna mit 1:2 in der Verlängerung verlor. Ein Jahr später bezwang es den AIK mit 5:2 im Finale und gewann erstmals den schwedischen Meistertitel. Zum Saisonende 2009/10 folgte ein weiterer Gewinn des Meistertitels.
Aufgrund der nationalen Erfolge nahm der Verein ab 2006 am IIHF European Women Champions Cup teil und erreichte zweimal das Finalturnier. Dabei errang der Segeltorps IF im Jahr 2009 den zweiten Platz des Wettbewerbs. 2014 stieg der Verein aus der Riksserien in die Division 1 Ost ab, ehe die Frauenmannschaft zur Spielzeit 2015/16 gänzlich aufgelöst wurde.
Die Herren-Mannschaft spielt nach dem Aufstieg aus der viertklassigen Division 2 ab 2018 in der drittklassigen Hockeyettan.

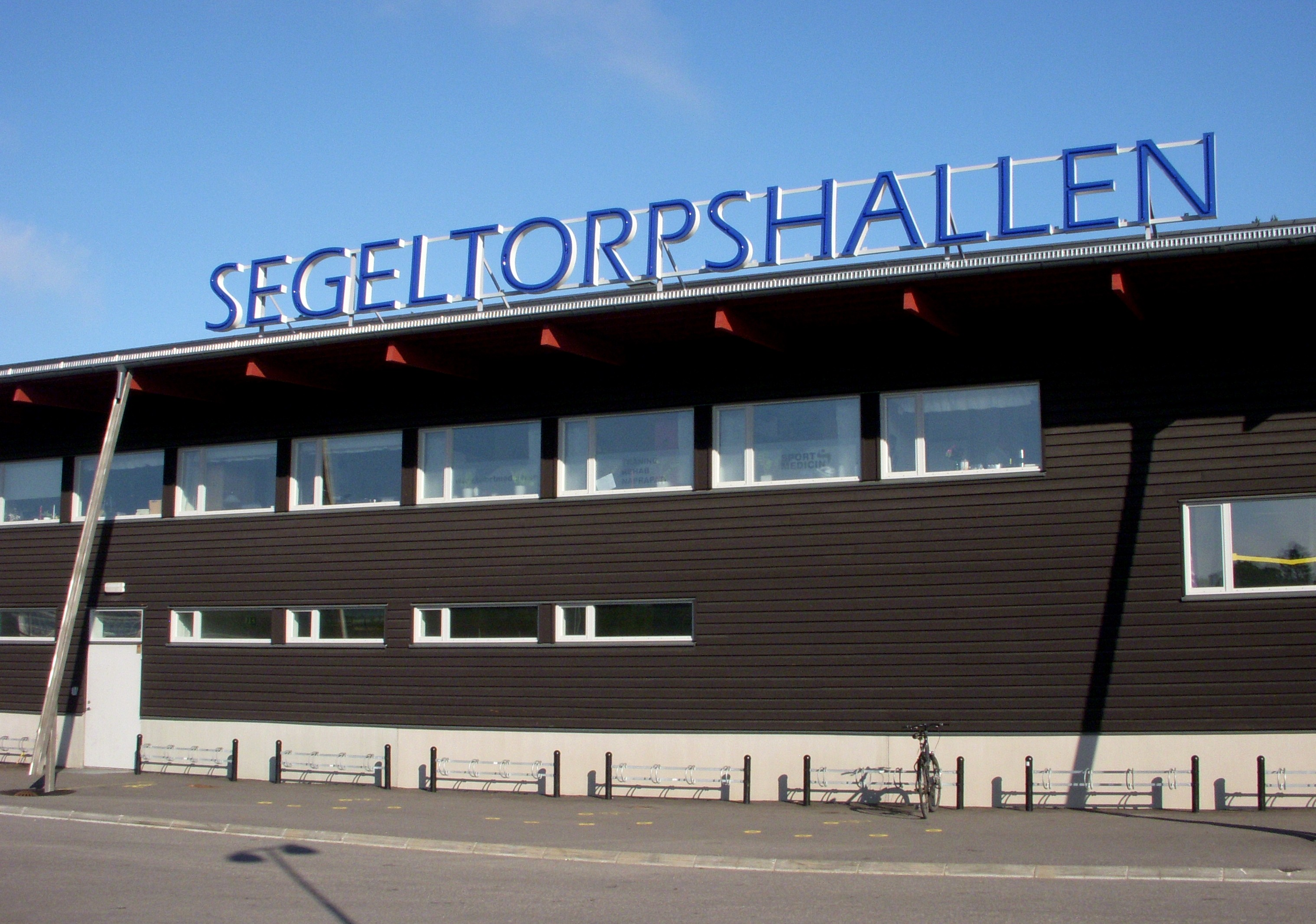
Die Segeltorpshallen, Spielstätte des Vereins

Die Heimspiele der Eishockeymannschaften werden in der Segeltorpshallen ausgetragen. Der Verein verfügt über weitere Sektionen im Fußball und Bandy.

## Bekannte (ehemalige) Spielerinnen
- Pernilla Winberg
- Gunilla Andersson
- Erika Holst
- Line Bialik Øien